# Czas cudów
Czas cudów (serb. Vreme čuda) – jugosłowiańsko-brytyjski dramat filmowy z 1989 roku w reżyserii Gorana Paskaljevicia, zrealizowany na motywach powieści Borislava Pekicia pod tym samym tytułem.

## Opis fabuły
Jeden z filmów należących do cyklu rewizjonistycznych obrazów komunistycznej przeszłości Jugosławii, powstałych na przełomie lat 80. i 90. XX wieku. Akcja filmu rozgrywa się w sierpniu 1945, w okresie przejmowania władzy przez komunistów w Jugosławii. Po spaleniu wiejskiej szkoły w hercegowińskiej wsi Betania nowe władze instalują się w miejscowej cerkwi. Zamalowane wapnem przez komunistów freski pokrywające ściany świątyni zaczynają wyłaniać się na powrót spod warstwy farby.
Film realizowano w Zelengradzie. Czas cudów został zgłoszony jako oficjalny jugosłowiański kandydat do rywalizacji o 63. rozdanie Oscara w kategorii najlepszego międzynarodowego filmu fabularnego, ale nie uzyskał nominacji

## Obsada
- Miki Manojlović jako Nikodim
- Dragan Maksimović jako Lazar
- Mirjana Karanović jako Marta
- Danilo Stojković jako Jovan
- Mirjana Joković jako Marija
- Ljuba Tadić jako pop Luka
- Slobodan Ninković jako Ozren
- Dragomir Felba jako Mihajlo
- Stojan Dečermić jako sędzia
- Stole Aranđelović jako ślepiec
- Radmila Savićević jako staruszka
- Neda Arnerić jako popadia
- Ljiljana Jovanović jako żona Mihajly